# Bittium fetellum
Bittium fetellum är en snäckart som beskrevs av Bartsch 1911. Bittium fetellum ingår i släktet Bittium och familjen Cerithiidae. Inga underarter finns listade i Catalogue of Life.